# Arcotangente
In trigonometria l'arcotangente è definita come funzione inversa della restrizione della funzione tangente all'intervallo {\displaystyle \left(-{\pi  \over 2},{\pi  \over 2}\right)\subset \mathbb {R} .}
Il nome può esser fatto derivare dalla locuzione uno degli archi la cui tangente è la misura dell'angolo (infatti i radianti, unità di misurazione della funzione arcotangente,  corrispondono al rapporto tra la lunghezza dell'arco di circonferenza individuato da un dato angolo e il raggio della circonferenza stessa). Con maggior precisione, si potrebbe affermare che l'arcotangente di {\displaystyle x} è l'angolo di valore assoluto minore la cui tangente è {\displaystyle x}. È necessario considerare la restrizione della funzione tangente all'intervallo precedentemente indicato in modo da preservare l'invertibilità della funzione.

## Notazione
La notazione matematica dell'arcotangente è {\displaystyle \arctan } o {\displaystyle {\rm {arctg}}}; è comune anche la scrittura {\displaystyle \tan ^{-1}}. In diversi linguaggi di programmazione e sulle tastiere di alcune calcolatrici si utilizzano le forme ATAN e ATN.

## Proprietà

Grafico della funzione y=arctan(x)

- L'arcotangente è una funzione definita sull'insieme dei numeri reali:[2]

{\displaystyle \arctan :\mathbb {R} \rightarrow \left(-{\pi  \over 2},{\pi  \over 2}\right).}
- La sua immagine è l'intervallo:

{\displaystyle \arctan(\mathbb {R} )=\left(-{\pi  \over 2},{\pi  \over 2}\right)\subset \mathbb {R} .}
- Ne esistono finiti i limiti agli estremi del dominio:

{\displaystyle \lim _{x\to -\infty }\arctan(x)=-{\pi  \over 2},}
{\displaystyle \lim _{x\to +\infty }\arctan(x)={\pi  \over 2}.}
- La funzione arcotangente è monotona strettamente crescente:

{\displaystyle \forall x_{1},x_{2}\in \mathbb {R} :x_{1}<x_{2}\Rightarrow \arctan(x_{1})<\arctan(x_{2}).}
- È una funzione dispari (quindi il suo grafico è antisimmetrico):

{\displaystyle \arctan(x)=-\arctan(-x)\qquad {\text{o equivalentemente}}\qquad \arctan(-x)=-\arctan(x),}
ed è di classe {\displaystyle C^{\infty }} cioè è continua e ne esiste continua la derivata di ogni ordine:
{\displaystyle \forall \,x_{0}\in \mathbb {R} ,\forall n\in \mathbb {N} \quad \exists \;\lim _{x\to x_{0}}\arctan ^{(n)}(x)=\arctan ^{(n)}(x_{0})}
{\displaystyle \arctan '(x)={1 \over 1+x^{2}},}
{\displaystyle \arctan ''(x)={-2x \over \left(1+x^{2}\right)^{2}},}
{\displaystyle \arctan ^{(3)}(x)={6x^{2}-2 \over \left(1+x^{2}\right)^{3}},}
{\displaystyle \arctan ^{(4)}(x)={-24x^{3}+24x \over \left(1+x^{2}\right)^{4}},}
{\displaystyle \cdots }
La relativa serie di MacLaurin (ovvero serie di Taylor centrata nello zero) è:
{\displaystyle \arctan(x)=\sum _{k=0}^{\infty }(-1)^{k}{x^{2k+1} \over 2k+1}=x-{x^{3} \over 3}+{x^{5} \over 5}-{x^{7} \over 7}+\cdots }
è una serie di Leibniz (quindi convergente) soltanto se {\displaystyle \vert x\vert \leq 1.}
È possibile combinare la somma o differenza di due arcotangenti in un'espressione dove l'arcotangente non figura più di una volta:
{\displaystyle \arctan \left(x_{1}\right)\pm \arctan \left(x_{2}\right)={\begin{cases}Y&\pm x_{1}x_{2}<1\\{\rm {segno}}\left(x_{1}\right)\,{\displaystyle \,\pi \; \over 2}\qquad &\pm x_{1}x_{2}=1\\Y+{\rm {segno}}\left(x_{1}\right)\,\pi &\pm x_{1}x_{2}>1\\\end{cases}}}
nelle quali
{\displaystyle Y=\arctan \left({x_{1}\pm x_{2} \over 1\mp x_{1}x_{2}}\right).}
Si ha inoltre che, per {\displaystyle x>0}:
{\displaystyle \arctan(x)+\arctan \left({1 \over x}\right)={\pi  \over 2}.}
Esistono vari modi per provare questa uguaglianza. Ad esempio, basta considerare un triangolo rettangolo avente i cateti di lunghezza {\displaystyle x} e {\displaystyle 1}. L'angolo opposto al cateto di lunghezza {\displaystyle x} avrà ampiezza pari a {\displaystyle \arctan(x)}, mentre l'angolo opposto al cateto di lunghezza {\displaystyle 1} avrà ampiezza pari a {\displaystyle \arctan \left({1 \over x}\right)}. Per il teorema della somma degli angoli interni di un triangolo, vale quindi la relazione:
{\displaystyle \arctan(x)+\arctan \left({1 \over x}\right)+{\pi  \over 2}=\pi ,}
e quindi si giunge a:
{\displaystyle \arctan(x)+\arctan \left({1 \over x}\right)={\pi  \over 2}.}

## Applicazioni
- In un triangolo rettangolo l'ampiezza in radianti di un angolo acuto equivale all'arcotangente del rapporto fra il suo cateto opposto e il cateto adiacente[5].
- Grazie alle proprietà della funzione arcotangente, è possibile derivare formule e algoritmi molto efficienti per il calcolo delle cifre di pi greco. Queste formule sono conosciute come formule di tipo Machin.